# Николаев, Дмитрий Семёнович

Могила Николаева на Троекуровском кладбище Москвы.

Дми́трий Семёнович Никола́ев (7 ноября 1919; деревня Даниловка Епифанского уезда Тульской губернии — 9 октября 1993; город Москва) — Герой Советского Союза (1943), полковник (1958), Военный лётчик 1-го класса (1957).

## Биография
Родился 7 ноября 1919 года в деревне Даниловка Епифанского уезда Тульской губернии. С 1933 года жил в Москве. В 1936 году окончил 7 классов школы, в 1937 году — школу ФЗУ. Работал фрезеровщиком на заводе «Калибр» в Москве. В 1939 году окончил аэроклуб.
В армии с ноября 1939 года. В 1940 году окончил Борисоглебскую военную авиационную школу лётчиков. Служил в ВВС лётчиком (в Ленинградском военном округе).
Участник Великой Отечественной войны: в июне-октябре 1941 — лётчик 158-го истребительного авиационного полка, в октябре 1941 — апреле 1944 — лётчик, командир звена и заместитель командира авиаэскадрильи 123-го (с ноября 1942 — 27-го гвардейского) истребительного авиационного полка. Воевал на Ленинградском фронте. Участвовал в обороне и прорыве блокады Ленинграда. 27 января 1943 года был тяжело ранен в воздушном бою и продолжительное время не летал на боевые задания. Всего совершил 343 боевых вылета на истребителях И-16, Як-1 и Як-7, в 58 воздушных боях сбил лично 7 и в составе группы 5 самолётов противника.
За мужество и героизм, проявленные в боях, указом Президиума Верховного Совета СССР от 8 сентября 1943 года гвардии старшему лейтенанту Николаеву Дмитрию Семёновичу присвоено звание Героя Советского Союза с вручением ордена Ленина и медали «Золотая Звезда».
В 1944 году окончил курсы усовершенствования при Липецкой высшей офицерской школе ВВС. С июня 1944 года — помощник командира по воздушно-стрелковой службе 404-го истребительного авиационного полка ПВО (Ленинградский фронт). Участвовал в Таллинской и Моонзундской операциях.
Участник советско-японской войны 1945 года в должности помощника командира по воздушно-стрелковой службе 404-го истребительного авиационного полка ПВО.
После войны до 1950 года продолжал службу в авиации ПВО помощником командиров истребительных авиаполков (на Дальнем Востоке и Московском округе ПВО). В 1951 году окончил Липецкие высшие офицерские лётно-тактические курсы ВВС. В 1951—1954 — начальник воздушно-стрелковой службы истребительной авиадивизии ПВО (в Московском районе ПВО).
Участник войны в Корее: в апреле 1952 — июле 1953 — начальник воздушно-стрелковой службы 133-й истребительной авиационной дивизии. Совершил несколько боевых вылетов на истребителе МиГ-15бис.
С 1954 года — помощник командира истребительной авиадивизии ПВО по огневой и тактической подготовке (в Ярославле). С июля 1960 года полковник Д. С. Николаев — в запасе.
В 1961—1966 годах работал инженером на оборонных предприятиях, в 1966—1985 — инженером-конструктором в ОКБ А. Н. Туполева.
Жил в Москве. Умер 9 октября 1993 года. Похоронен на Троекуровском кладбище в Москве.

## Награды
- Герой Советского Союза (8.09.1943);
- орден Ленина (8.09.1943);
- орден Красного Знамени (13.02.1943);
- орден Отечественной войны 1-й степени (11.03.1985);
- орден Отечественной войны 2-й степени (20.01.1943);
- два ордена Красной Звезды (19.12.1941; 26.10.1955);
- медали.